# 四號突擊砲
四號突擊砲（Sturmgeschütz IV）是德國在第二次世界大戰所研制的裝甲戰鬥車輛。它以四號戰車的底盤為基礎而制造。德國最初打算以此作為向步兵和戰車提供近距離火力支援的武器，后被作為驅逐戰車使用。

## 發展
四號突擊砲是為了滿足德國軍方對突擊砲的需求而由克虜伯公司所研制的。由於三號戰車並非由該公司生產，克虜伯公司便以自己生產的四號戰車的底盤加上作出修改過的三號突擊砲的戰鬥室組合而成，以此發展出四號突擊砲。                   
原本四號戰車底盤打算主要用在製造四號驅逐戰車上，而非四號突擊砲，但因為長砲身的75mm/L70主砲生產不及，且主力生產三號突擊砲的製造商Alkett因盟軍1943年11月的轟炸生產設施嚴重受損，產能驟降無法滿足前線需求，因此四號突擊砲便因此契機排入生產。
克虜伯公司從1943年12月至1945年5月一共生產1139輛四號突擊砲。（其中31輛是由戰損的四號戰車改裝的）在實戰中絕大多數四號突擊砲都被部署到步兵師。
與同樣衍生自四號戰車底盤的四號驅逐戰車相比，四號突擊砲的火力雖然相等，但因為不像四號驅逐戰車一樣使用整體式傾斜裝甲設計，相比之下防護力較差。不過，由於主砲搭載位置接近車輛重心的關係，相較於主砲裝在車身前方導致頭重腳輕的四號驅逐戰車，整體平衡度好得多，路輪的磨損較輕，操控性與機動力也較佳。
四號突擊砲使用了四號戰車的車身，全長6.7m，比三號突擊砲長，但車重23噸卻比三號突擊砲輕，這主要差異是由避震系統造成，因為三號戰車底盤使用當時非常先進，但沉重且佔空間的扭力桿避震器，而四號戰車底盤使用不占用車內空間的簡易彈簧式避震器。
三四號突擊砲由於使用類似的戰鬥室結構，遠距離不太容易分辨，外觀主要差別在於駕駛室的形狀，以及路輪數。(四號：每邊八個；三號：每邊六個)

## 戰後

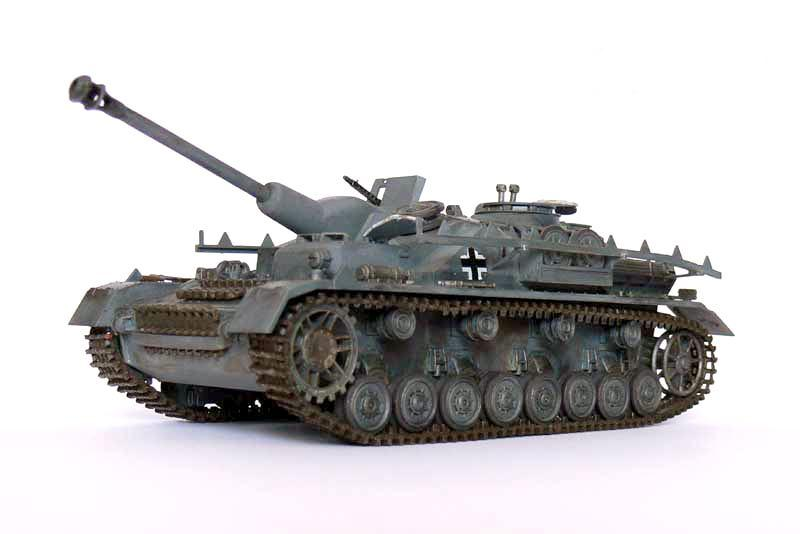
四號突擊砲模型

目前已知基本保持完整的四號突擊砲一共有三輛，两辆位于波蘭境內，一辆在拉脱维亚。
波蘭境內的兩輛，一輛由im博物館所保存，是以三號突擊砲和四號戰車零件復原的，另一輛完好的四號突擊砲正在波茲南軍事博物館進行修復工作，处于可用状态。
2011年10月，拉脱维亚境內的一輛没有发动机和传动系統的四號突擊砲在互联网上开价425000欧元出售。

## 外部連結
- Muzeum Broni Pancernej CSWL StuG IV restoration homepage, in polish only
- AFV Database - Dimensions（页面存档备份，存于）
- Panzer World（页面存档备份，存于）
- OnWar（页面存档备份，存于）
- Surviving Panzer IV variants（页面存档备份，存于） - 一個介紹保存在各個博物館中四號戰車及其變種車輛的PDF文檔